# Google I/O

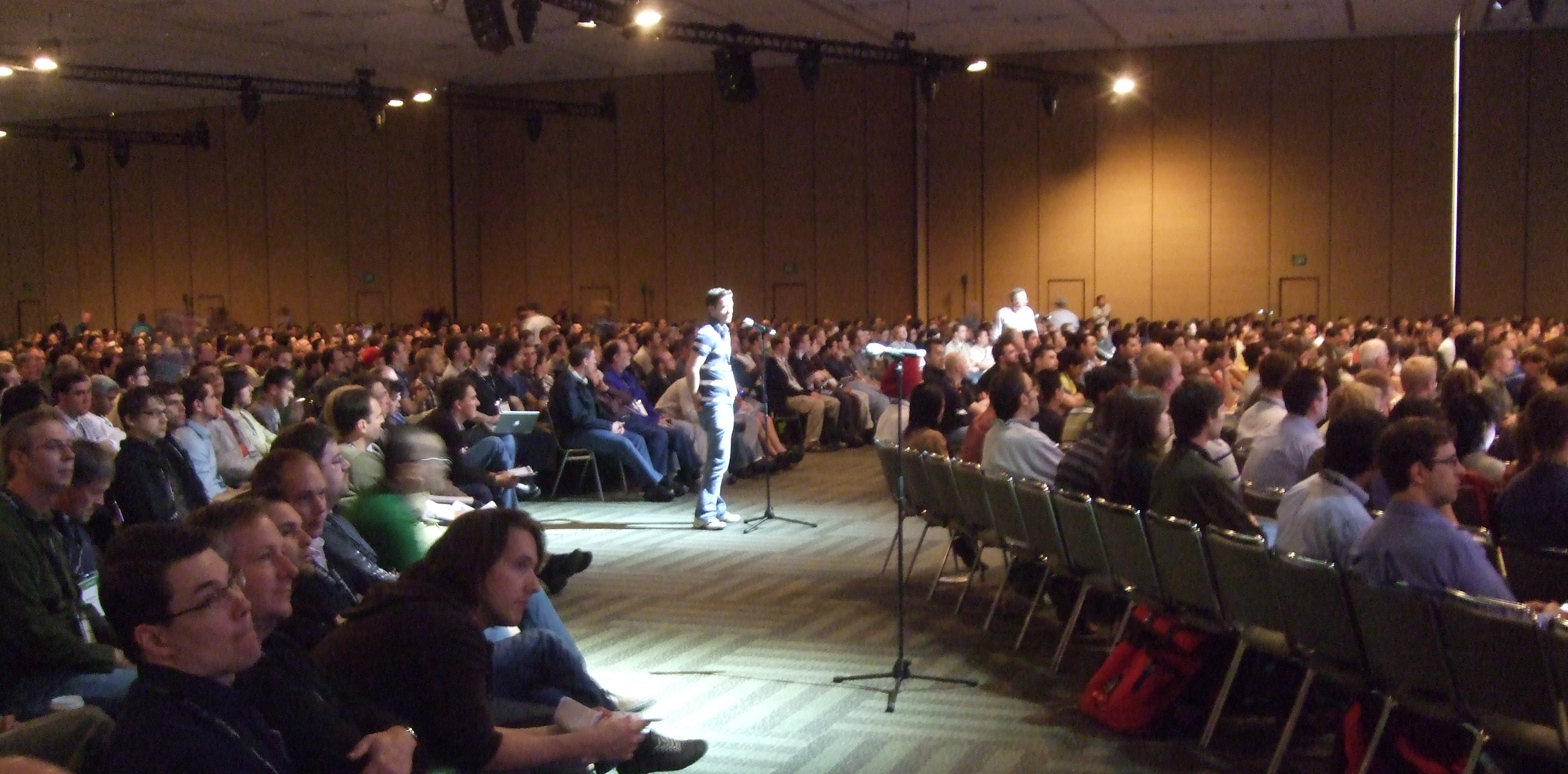
Reunió de Google I/O als Estats Units

 Google I/O  és un congrés de desenvolupadors web organitzat anualment per Google per presentar i discutir les aplicacions web de Google i les tecnologies obertes d'Internet. S'ha realitzat quatre vegades, durant els dies 28 a 29 de maig de 2008, 27 al 28 de maig de 2009, entre el 19 i el 20 de maig de 2010, i en 10-11 de maig de 2011 al Moscone center de San Francisco, Califòrnia.
Els temes principals de l'edició de 2009 van abastar diversos productes i tecnologies de Google: Android, Google Chrome, Google Web Toolkit i Google Wave van ser les principals.
L'edició de 2010 va tenir lloc entre el 19 i el 20 de maig al mateix lloc. Es va presentar el còdec VP8 i es va alliberar el seu codi com a part del projecte WebM per tal de crear un còdec d'alta definició per HTML5
Google I/O és d'estil similar a les anteriors conferències de desenvolupadors de Google, com el Google Developer Day del maig de 2007 i Geo Developer Day del maig de 2006. Hi ha més de 100 sessions tècniques incorporades dins de Google I/O.
" IO " significa "Innovació Lliure" ( Innovation in the Open  en anglès) a més a més d'entrada/sortida ( in/out ).

## 2011 (Maig 10-11)
El tema principal va ser Android, a part de Google Chrome, i Google Chrome US
Principals anuncis per Android:
- Google Music. Un servei de streaming de música sense fils similar a Amazon Cloud Player i Spotify
- Honeycomb update 3.1 - Per permetre que els dispositius de Honeycomb, per transferir el contingut directament de dispositius USB.

Principals anuncis per Chrome OS:
- Chromebooks de Samsung i Acer llançament 15 de Juny.[1]
- Version web d'Angry Birds.[2]

## 2017 (Maig 17-19)
Principals anuncis :
- Presentació google.ai (intel·ligència artificial)

- Disponibilitat d'Android Studio 3 : suporta instant apps, Java 8, Android O, Android Things.
- Presentació del llenguatge Kotlin.
- Avanç de prestacions d'Android O.
- Noves funcions de Firebase.
- Noves funcions de Polymer.
- Novetats a la plataforma Google IoT.

## 2018 (Maig 8-10)
Principals anuncia :
- Versió beta P d'Android.
- Material Design 2.0
- Canvis a Gmail
- Versió 3.0 d'Android Wear
- Google Assistant
- Novetats AR/VR
- Actualització de Google Home